# Mesochorus malaiseus
Mesochorus malaiseus là một loài tò vò trong họ Ichneumonidae.